# 加藤六美
加藤 六美（かとう むつみ、1911年3月20日 - 2000年7月8日）は日本の工学者、工学博士。愛知県出身。東京工業大学学長、国立大学協会会長、人事官を歴任した。正三位勲一等瑞宝章。

## 略歴
略歴は以下のとおり。
- 愛知県生まれ。
- 愛知県刈谷中学校（現愛知県立刈谷高等学校）を経て、第八高等学校に進学[2]。
- 1934年 東京工業大学建築学科卒業
- 1934年 東京工業大学建築学科助手
- 1942年 東京工業大学建築学科助教授
- 1953年 工学博士(東京工業大学)
- 1954年 東京工業大学工学部建築学科教授
- 1957年 日本建築学会学術理事
- 1962年 日本建築学会関東支部長
- 1967年 日本建築学会副会長
- 1968年 東京工業大学工業材料研究所長
- 1969年 東京工業大学学長
- 1971年 日本建築学会会長
- 1972年 日本コンクリート工学協会会長
- 1973年 国立大学協会会長
- 1973年 東京工業大学学長退官、東京工業大学名誉教授
- 1974年 人事院人事官
- 1980年 日本建築学会名誉会員
- 1986年 人事官退官(3期12年)

## 受賞
- 1952年 日本建築学会賞
- 1986年 日本建築学会大賞
- 1986年 勲一等瑞宝章
- 2000年 正三位[3]